# Do Re Mi (comédie musicale)
Pour l’article homonyme, voir Do-Re-Mi.
Do Re Mi est une comédie musicale américaine créée à Broadway en 1960.

## Fiche technique
- Titre original et français : Do Re Mi
- Lyrics : Betty Comden et Adolph Green
- Livret et mise en scène : Garson Kanin
- Musique : Jule Styne
- Chorégraphie : Marc Breaux et Dee Dee Wood
- Direction musicale : Lehman Engel (en)
- Orchestrations : Luther Henderson (en)
- Décors : Boris Aronson
- Costumes : Irene Sharaff
- Lumières : Al Alloy
- Producteurs : David Merrick (en) et Jones Harris (associé)
- Nombre de représentations : 400
- Date de la première : 26 décembre 1960
- Date de la dernière : 13 janvier 1962
- Lieux : St. James Theatre (jusqu'au 16 décembre 1961), puis 54th Street Theatre (à partir du 25 décembre 1961), Broadway

## Distribution originale
Rôles principaux
- Phil Silvers : Hubert « Hubie » Cram
- Nancy Walker : Kay Cram
- David Burns : Brains Berman
- Nancy Dussault : Tilda Mullen
- George Givot : Skin Demopoulos
- George Mathews : Fatso O'Rear
- John Reardon (en) : John Henry Wheeler
- Al Lewis : Moe Shtarker

Reste de la distribution (sélection)
- Chad Block : James Russell Lowell IV
- Marilyn Child : Thelma Berman
- Edward Grace : le sénateur Redfield
- Stuart Hodes : le photographe
- Marc Jordan : le chef serveur / l'avocat de Fatso
- Albert Linville : l'ingénieur du son / le sénateur Rogers
- Bob McClure : le maître d'hôtel / un commentateur
- Carolyn Ragaini : Marsha
- Steve Roland : Lou / le président du conseil
- Pat Tolson : l'avocat de Brains

## Numéros musicaux
Acte I
- Waiting, Waiting (Kay Cram)
- All You Need Is a Quarter (« The Swingers »)
- Take a Job (Hubie et Kay Cram)
- It's Legitimate (Hubie, Fatso O'Rear, Brains, Berman, Skin Demopoulos et « The Loaders »)
- I Know About Love (John Henry Wheeler)
- The Auditions (Marsha, Lou et Gretchen)
- Cry Like the Wind (Tilda Mullen)
- Ambition (Hubie et Tilda Mullen)
- Success (Tilda Mullen et ses groupies, Hubie, Fatso O'Rear, Brains Berman et Skin Demopoulos)
- Fireworks (Tilda Mullen et John Henry Wheeler)
- What's New at the Zoo (Tilda Mullen et ensemble féminin)
- Asking for You (John Henry Wheeler)
- The Late, Late Show (Hubie)

Acte II
- Adventure (Hubie et Kay Cram)
- Make Someone Happy (John Henry Wheeler et Tilda Mullen)
- Don't Be Ashamed of a Teardrop (Hubie, Fatso O'Rear, Brains Berman et Skin Demopoulos)
- V.I.P. (Hubie et le public)
- All of My LIfe (Hubie)
- Finale (Hubie, Kay Cram et ensemble)

## Distinctions (production originale)

### Nominations
- 1961 : Cinq nominations aux Tony Awards :
  - De la meilleure comédie musicale ;
  - Du meilleur acteur dans une comédie musicale, pour Phil Silvers ;
  - De la meilleure actrice dans une comédie musicale, pour Nancy Walker ;
  - Du meilleur second rôle féminin dans une comédie musicale, pour Nancy Dussault ;
  - Et de la meilleure mise en scène d'une comédie musicale, pour Garson Kanin.

### Récompense
- 1961 : Theatre World Award pour Nancy Dussault